# Merremia cordata
Merremia cordata är en vindeväxtart som beskrevs av Cheng Yih Wu och R. C. Fang. Merremia cordata ingår i släktet Merremia och familjen vindeväxter. Inga underarter finns listade i Catalogue of Life.